# Bibi Vogel
Bibi Vogel, nome d'arte di Sylvia Dulce Kleiner (Rio de Janeiro, 2 novembre 1942 – Buenos Aires, 3 aprile 2004), è stata un'attrice, cantante e attivista brasiliana.

## Biografia
Era figlia di una coppia di ebrei tedeschi, riparati in Brasile dopo l'avvento del nazismo. Trascorse un'adolescenza felice, fra studi brillanti e una grande passione per il tennis e la pallavolo, due sport che praticò per anni.
Iniziò la carriera artistica già in gioventù, a teatro. Dal 1965 al 1968 fu sposata con un insegnante statunitense e in quel periodo visse dividendosi tra USA e Brasile. Nel 1966 intraprese il suo percorso musicale, come vocalist di Sergio Mendes, che accompagnò anche nel concerto da lui tenuto alla Carnegie Hall di New York.
Nel 1969 fece parte, insieme a Sonia Braga, del primo cast brasiliano di Hair. La popolarità di Bibi divenne allora enorme.
Negli anni 70 Bibi Vogel lavorò al fianco di grandi maestri come Augusto Boal e Gianfrancesco Guarnieri in diversi spettacoli teatrali, che furono rappresentati anche in Europa; incise alcuni dischi, riscuotendo successo soprattutto con un 45 giri di cui ella scrisse i testi sia del lato A che del lato B, Amor De Hora Marcada e O Anuncio Classificado, le due prime canzoni in assoluto composte da Guilherme Arantes, che all'epoca aveva solo diciannove anni; apparve nelle telenovelas (come Nino, o Italianinho, Bravo!	ed Espelho Mágico, nella quale impersonò sé stessa) e sul grande schermo, dove tra l'altro fu nel cast dell'unico film diretto da Jo Soares, O Pai do Povo, e riscosse consensi quale protagonista della pellicola A Morte Transparente (diffusa nei paesi anglosassoni col titolo Runnin' After Love); condusse programmi televisivi, tra cui la serie dei Concertos Para a Juventude, trasmessi da Rede Globo.
La nascita nel 1979 della sua unica figlia Mayra, che generò insieme al secondo marito, l'attore argentino Alfredo Zemma, fu l'evento che segnò il progressivo allontanarsi di Bibi dal mondo dello spettacolo e la sua preferenza per le cause umanitarie, peraltro già abbracciate da tempo: antifascista e femminista convinta, sostenne altresì l'importanza dell'allattamento al seno, soprattutto dopo il trasferimento a Buenos Aires, dove fondò l'associazione Amigas do Peito . Bibi Vogel ebbe un'ultima esperienza di attrice nel 1997, quando fu nel cast della telenovela argentina  Chiquititas, che venne poi trasmessa in Brasile da SBT.
Morì nel 2004 a Buenos Aires per un tumore allo stomaco. 

## Omaggi
- Le è stato intitolato un centro medico a Rio de Janeiro.[5]